# زخم کانگری

زخم کانگری به انگلیسی: Kangri ulcers نوعی بیماری پوستی است که در میان قشر فقیر کشمیر شایع است. این بیماری در اثر پوشیدن اخگر (ذغال گداخته) ایجاد می‌شود. این بیماری منحصر به این منطقه است و ممکن است تا سرحد ابتلا به سرطان کانگری پیشرفت کند.